# Marcelo Angulo
Marcelo Angulo Mendoza (Cochabamba, Bolivia, 17 de julio de 1972) es un exfutbolista boliviano. Se desempeñaba como centrocampista y su último club fue Jorge Wilstermann de la Primera División de Bolivia. Es hermano mayor del futbolista Carmelo Angulo y hijo del jugador Carmelo Angulo.

## Clubes
| Club                  | País      | Año         |
| --------------------- | --------- | ----------- |
| Jorge Wilstermann     | Bolivia   | 1992 - 1995 |
| The Strongest         | Bolivia   | 1996        |
| Blooming              | Bolivia   | 1997 - 1998 |
| The Strongest         | Bolivia   | 1999        |
| Unión Central         | Bolivia   | 2000        |
| Real Potosí           | Bolivia   | 2001        |
| San José              | Bolivia   | 2002        |
| Aurora                | Bolivia   | 2003 - 2004 |
| Real Potosí           | Bolivia   | 2005        |
| Universitario         | Bolivia   | 2006        |
| Aurora                | Bolivia   | 2007        |
| CA Talleres de Perico | Argentina | 2007 -2008  |
| Universitario         | Bolivia   | 2008        |
| La Paz FC             | Bolivia   | 2009        |
| The Strongest         | Bolivia   | 2009        |
| Wilstermann           | Bolivia   | 2010        |